# Anna Magdalena Appel

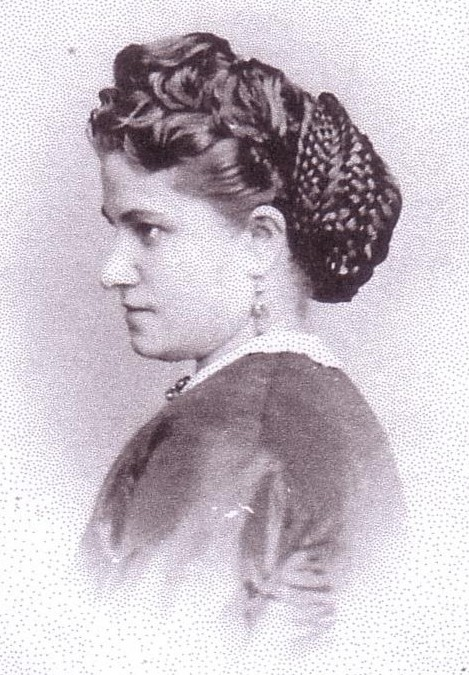
Anna Magdalena Appel

Anna Magdalena Appel, Freifrau von Hochstädten (* 8. März 1846 in Darmstadt; † 19. Dezember 1917 in Wiesbaden), war eine deutsche Balletttänzerin und zweite Ehefrau von Großherzog Ludwig III. (1806–1877) von Hessen-Darmstadt, mit dem sie in morganatischer Ehe verheiratet war.

## Leben
Anna Magdalena Appel kam als jüngste Tochter von Johann Heinrich Appel und seiner zweiten Frau, Louise Christiane d’Amour, am 8. März 1846 in Darmstadt auf die Welt. Sie war gerade acht Monate alt, als ihr Vater am 21. November 1846 starb. Zurück blieben acht Kinder aus seinen zwei Ehen.
Louise Christiane Appel musste nun den Lebensunterhalt für acht Kinder verdienen. Sie war als Balletttänzerin von 1848 bis 1861 beim Hoftheater in Darmstadt tätig. Die Leidenschaft für das Theater, und vor allem für das Ballett, teilten die Töchter mit ihrer Mutter. Anna Magdalena war um 1860 als Balletttänzerin „Appel, Helene“ mit ihren Schwestern gemeinsam am Darmstädter Hoftheater tätig.
Während dieser Zeit begegnete sie dem regierenden Großherzog Ludwig III. von Hessen-Darmstadt, einem begeisterten Theaterliebhaber. Ludwig III. war in erster Ehe seit dem 26. Dezember 1833 mit der Prinzessin Mathilde Karoline von Bayern (1813–1862) verheiratet. Der verwitwete Großherzog erhob Helene am 8. Juni 1868 als „Freiin von Hochstädten“ in den freiherrlichen Stand und heiratete die gerade 22-jährige morganatisch. Durch ihre berufliche Prägung machte Anna Magdalena ihren Einfluss vorrangig am großherzoglichen Darmstädter Hoftheater geltend.
Als sich der Gesundheitszustand des Großherzogs verschlechterte, bestand die Aufgabe Anna Magdalenas hauptsächlich darin, ihren Mann zu pflegen und ihm zur Seite zu stehen. Diese Aufgabe führte sie bis zum Tode ihres Mannes mit Hingabe durch. Für diese fürsorgliche Pflege gewann sie bei einigen Mitgliedern der großherzoglichen Familie große Anerkennung.
Nach dem Tod Ludwigs III. war ihre Anwesenheit in der Residenz aber von einigen Angehörigen ihres verstorbenen Mannes nicht mehr erwünscht. Das angekündigte Testament Ludwig III. war nicht aufzufinden. Anna Magdalena war aber schon zu Lebzeiten ihres Mannes mit Geld und einem Haus in Darmstadt bedacht worden und wurde nach seinem Tod zusätzlich mit einer Leibrente finanziell abgesichert. Sie verließ Darmstadt und zog am 9. Oktober 1878 nach Wiesbaden. So verschwand sie vollständig aus dem öffentlichen Leben in Darmstadt. Sie lebte in Wiesbaden in der Taunusstraße 1 und starb dort am 19. Dezember 1917. Ihre Bestattung fand am 22. Dezember 1917, „um 4 Uhr nachmittags“, auf dem Alten Friedhof in Darmstadt statt. Ihr Grab ist bis heute erhalten geblieben.